# تاكايوكي يامادا
تاكايوكي يامادا (باليابانية: 山田孝之) هو مغني وممثل ياباني، ولد في 20 أكتوبر 1983 بساتسوماسينداي في اليابان.

## اعماله

### أفلام أنمي
- الخيالي (2023) - بدور زينزان.

## وصلات خارجية
- تاكايوكي يامادا على موقع IMDb (الإنجليزية)
- تاكايوكي يامادا على موقع ألو سيني (الفرنسية)
- تاكايوكي يامادا على موقع ميوزك برينز (الإنجليزية)
- تاكايوكي يامادا على موقع أول موفي (الإنجليزية)
- تاكايوكي يامادا على موقع قاعدة بيانات الفيلم (الإنجليزية)
- تاكايوكي يامادا على موقع كينوبويسك (الروسية)